# Son of Zorn
Son of Zorn est une série télévisée américaine mélangeant animation et prises de vues réelles en treize épisodes de 22 minutes créée par Reed Agnew et Eli Jorne, diffusée entre le 11 septembre 2016 et le 19 février 2017 sur le réseau Fox et en simultané sur Citytv au Canada.
En France, la série est disponible depuis le 1er août 2018 sur Fox Play et est diffusée sur Game One depuis le 9 mars 2019. Elle reste inédite dans les autres pays francophones.

## Synopsis
Dans un monde alternatif où des personnages de dessins animés et des humains coexistent, Zorn, un barbare de l'Ile-Continent de Zephyria situé dans le Pacifique Sud, revient dans le monde humain après dix ans d'absence.
Un retour qui ne se fait pas sans difficultés, puisqu'il va devoir reconquérir son ex-femme, ainsi que regagner l'affection de son fils désormais adolescent. Il prend la décision de rester en Californie, se dénichant un appartement en banlieue et un emploi ennuyeux dans la vente de savons.

## Distribution

### Acteurs principaux
- Jason Sudeikis (VF : Marc Bretonnière) : Zorn (voix)
- Cheryl Hines (VF : Véronique Desmadryl) : Edie
- Artemis Pebdani (en) (VF : Audrey Sourdive) : Linda
- Tim Meadows (VF : Laurent Morteau) : Craig
- Johnny Pemberton (VF : Julien Crampon) : Alan

### Acteurs récurrents
- Mark Proksch (en) (VF : Jean Rieffel) : Todd, collègue de travail de Zorn
- Tony Revolori (VF : Nicolas Marais) : Scott, meilleur ami d'Alan
- Olivia Wilde (VF : Nathalie Homs) : Radiana (voix)

Version française
- Société de doublage : NFKP
  - Direction artistique : Stéphane Marais

 Source et légende : version française (VF) sur RS Doublage

## Production

### Développement
Le 17 juin 2015, Fox commande une courte présentation entre 8 et 10 minutes permettant de présenter le projet de série, sous le titre Son of Zahn.
Le 10 novembre 2015, le réseau Fox annonce officiellement après le visionnage de la présentation, la commande du projet de série, sous son titre actuel avec une commande initiale de treize épisodes, pour une diffusion lors de la saison 2016 / 2017.
Le 29 avril 2016, Eli Jorne, le co-createur et le co-showrunner décide de quitter la série pour raisons créatives.
Le 16 mai 2016, lors des Upfronts 2016, Fox annonce la diffusion de la série pour l'automne 2016.
Le 15 juin 2016, Fox annonce la date de lancement de la série au 25 septembre 2016,.
Le 4 août 2016, Fox décide d'avancer le lancement de la série au 11 septembre 2016 afin de lui offrir une exposition à la suite d'un match de NFL (National Football League).
Le 11 mai 2017, la série est annulée.

### Casting
L'annonce du casting a débuté en juin 2015, avec l'arrivée de Johnny Pemberton, puis en juillet, Jason Sudeikis, Cheryl Hines, Artemis Pebdani et Tim Meadows viennent compléter la distribution.
Le 9 juin 2016, est annoncé que Olivia Wilde prêtera sa voix, lors d'un épisode pour le rôle de Radiana, une ex-petite amie de Zorn.

## Épisodes
1. Retour dans le comté d'Orange (Return To Orange County)
2. La Pierre de vision (Defender of Teen Love)
3. Le guerrier au travail (The War of the Workplace)
4. Un guerrier en week-end (The Weekend Warrior)
5. Au goùt de Zephyria (A Taste of Zephyria)
6. Les deux Zorn (A Tale of Two Zorns)
7. La bataille de Thanksgiving (The Battle of Thanksgiving)
8. Le retour du pote alcoolique (Return of the Drinking Buddy)
9. La guerre de Grafelnik (The War On Grafelnik)
10. Amour radioactif (Radioactive Ex- Girlfriend)
11. La lutte de l'acceptation de soi (The Battle of Self-Acceptance)
12. À la recherche de Craig (The Quest for Craig)
13. Gloire au fils de Zorn (All Hail Son of Zorn)